# Silene pseudotenuis
Silene pseudotenuis är en nejlikväxtart som beskrevs av Boris Konstantinovich Schischkin. Silene pseudotenuis ingår i släktet glimmar, och familjen nejlikväxter. Inga underarter finns listade i Catalogue of Life.